# Ajmak bulgański
Ajmak bulgański (mong. Булган аймаг) – jeden z 21 ajmaków w Mongolii, znajdujący się w północnej części kraju. Stolicą ajmaku jest Bulgan, znajdujący się 330 km na zachód od stolicy kraju Ułan Bator.
Utworzony w 1938 roku ajmak obejmuje powierzchnię 48 700 km², od północy graniczy z Rosją. Na jego terenie zamieszkuje mniejszość buriacka. Podstawą gospodarki jest wydobycie złota i węgla oraz rolnictwo, głównie uprawa zbóż i ziemniaków.
Liczba ludności w poszczególnych latach:
| 1979   | 1989   | 2000   | 2010   |
| ------ | ------ | ------ | ------ |
| 48 700 | 51 900 | 61 776 | 53 065 |

## Somony
Ajmak bulgański dzieli się na 16 somonów:
| - Arszaant - Bajan-Agt - Bajanuur - Bugat - Bulgan - Büregchangaj - Changal - Chiszig-Öndör | - Chutag-Öndör - Daszinczlen - Gurwanbulag - Mogod - Orchon - Sajchan - Seleng - Teszig |